# 샌드라 디킨슨
샌드라 디킨슨(영어: Sandra Dickinson, 1948년 10월 20일 ~ )은 미국과 영국의 배우, 성우이다.
워싱턴 D.C.에서 태어났다.

## 영화
- 나는 네가 캠퍼스에서 한 일을 알고 있다 (2009년)
- 맬리스 인 원더랜드 (2009년)
- 스태그나이트 (2007년)
- 스페이스 트러커 (1997년)
- 발토 (1995년)
- 악마의 저주(영어판) (1986년)
- 슈퍼걸 (1984년)
- 외로운 법정 (1983년)
- 슈퍼맨 3 (1983년)